# Szondzsongnung
A Szondzsongnung (Seonjeongneung) (hangul: 선정릉, handzsa: 宣靖陵) Szöul Kangnam-ku (Gangnam-gu) kerületében található Csoszon (Joseon)-kori koreai királysírcsoport, melybe Szongdzsong (Seongjong) és Csungdzsong (Jungjong) királyokat temették. A sírok területe ma közpark, mely reggel 6 és este 9 óra között van nyitva és több metróvonallal is könnyen megközelíthető.

## Története
| Sír neve                           | Elhunytak neve                                                       | Év   |
| ---------------------------------- | -------------------------------------------------------------------- | ---- |
| Szollung (선릉, 宣陵, Seolleung)   | Szongdzsong (Seongjong) király Csonghjon (정현, Jeonghyeon) királyné | 1495 |
| Csongnung (정릉, 靖陵, Jeongneung) | Csungdzsong (Jungjong) király                                        | 1562 |

A 20. századi japán uralom idején a területet kiadták megművelésre, a környező erdőket kivágták. A koreai háború után a föld megművelése felgyorsult, a terület egy magángazdaság része lett. 1960-ban Szöul terjeszkedésével a fővárosé lett a terület, az 1970-es években pedig a környéken megkezdődött a lakónegyedek építése.

### Szollung(Seolleung)
A király és második királynéja külön sírhalmokat kaptak. 1592-ben, a japán megszállás idején a sírokat megrongálták, a rituálékra használt épületet porig égették. 1625-ben és 1626-ban is tűz ütött ki az épületekben. A sírokat később teljesen helyreállították. A király sírját körülvevő kerítés kőtábláin a 12 állatövi jegy ábrázolása látható, a királyné sírját nem övezi ilyen kerítés.

### Csongnung(Jeongneung)
Csungdzsong (Jungjong) király sírját eredetileg Kojang (Goyang)ban építették meg és Hirung (Huireung)nek (희릉, 禧陵) nevezték. Később első felesége, Csanggjong ( 장경, Janggyeong) királyné sírja mellé helyezték, ekkor lett a sír neve Csongnung (Jeongneung). 1562-ben második felesége, a régensként uralkodó Mundzsong (Munjeong) királyné (문정왕후) parancsára jelenlegi helyére temették át, geomanciális okokra hivatkozva. A királysírok között összesen három olyan van, ahol a király nem a királyné mellett nyugszik. Csongnung (Jeongneung) nagyon alacsonyan fekszik, emiatt különleges védelemre szorul heves esőzések idején.

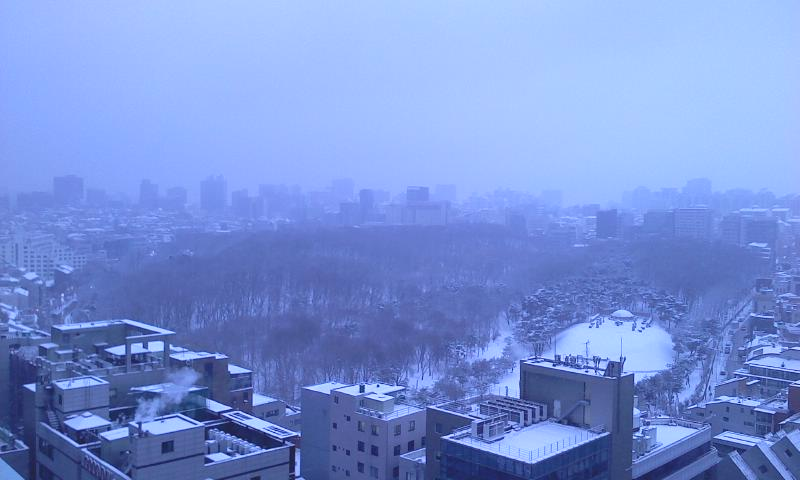
Téli panorámakép
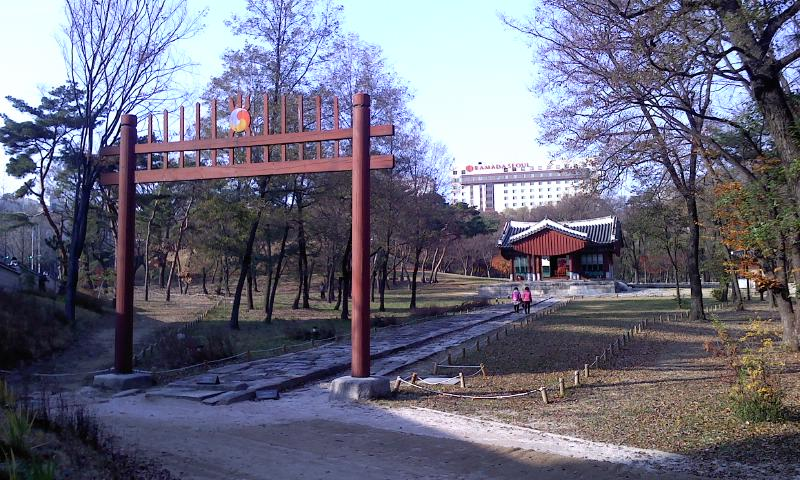
Szollung (Seolleung)
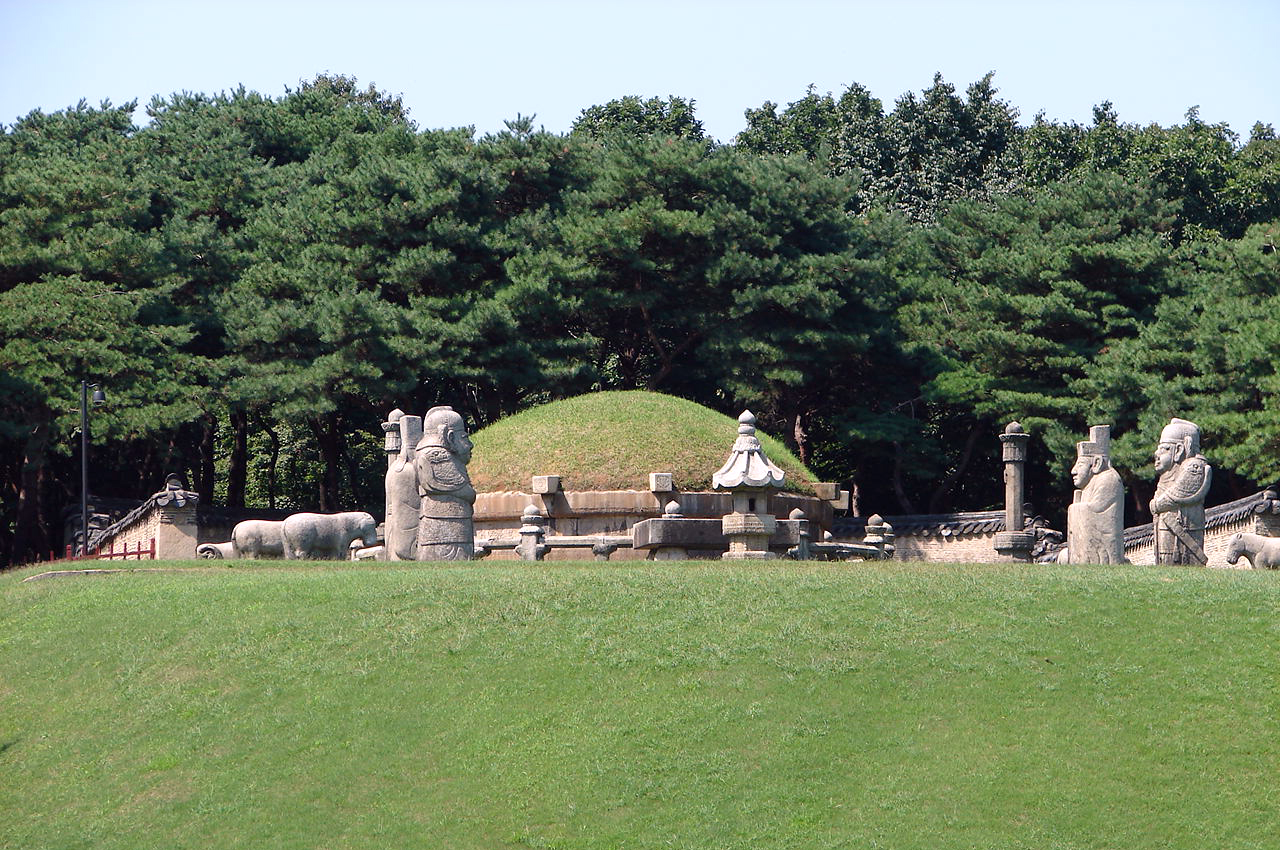
Csongnung (Jeongneung)